# Marnac
Marnac là một xã của Pháp, nằm ở tỉnh Dordogne trong vùng Aquitaine của Pháp. Xã này có diện tích 7,92 km2, dân số năm 2004 là 197 người. Xã nằm ở khu vực có độ cao trung bình 120 m trên mực nước biển.

## Thông tin nhân khẩu
| Năm    | 1962 | 1968 | 1975 | 1982 | 1990 | 1999 | 2004 |
| ------ | ---- | ---- | ---- | ---- | ---- | ---- | ---- |
| Dân số | 216  | 196  | 161  | 175  | 185  | 192  | 197  |